# Tvärtomspråket
Tvärtomspråket är en förgrening av språket, som bygger på idén att man ändrar uppbyggnaden i en fras för att ändra betydelsen i frasen till det motsatta. Tvärtomspråket ses vanligen som en skämtsam ordlek, och används därför inte ofta i vardagliga sammanhang, utan främst i tvärtomleken och av barn.